# Regina di Ophir con gioielli d'oro

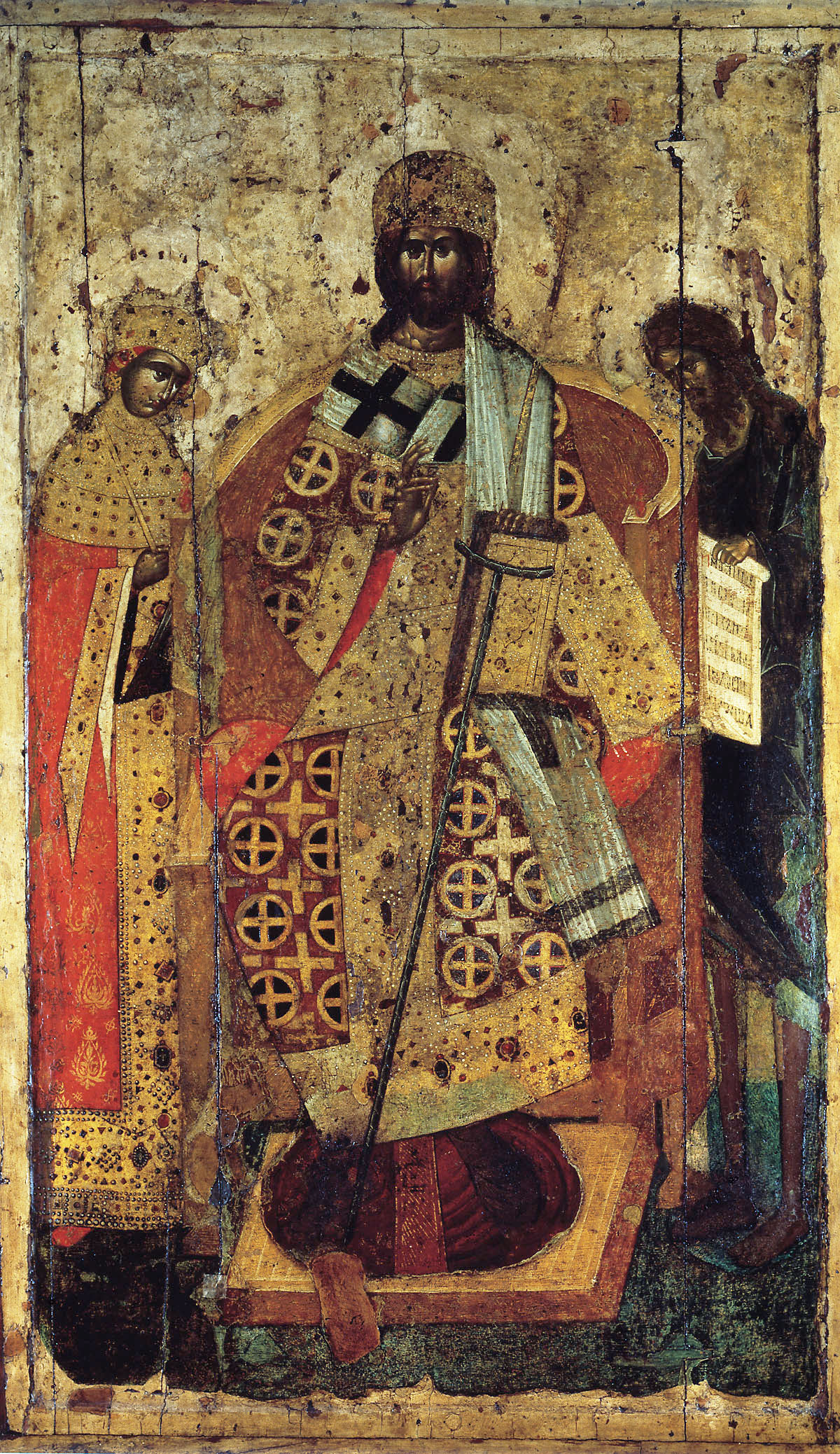
Icona russa "La Regina è alla sua destra", Cattedrale della Dormizione, Mosca

La regina di Ofir con i gioielli d'oro è un personaggio biblico, che appare nel Salmo 45 del Libro dei Salmi.

## Interpretazione cristiana
È considerata una figura profetica della Vergine Maria. 
Il cattolicesimo sostiene che la seconda parte del Salmo 45 riguarda la Vergine Maria. Lei è la «regina d’oro di Ofir» (v. 9); la sua bellezza, tanto desiderata dal re, non è l’aspetto esteriore, ma il cuore (v. 13); e la Chiesa è rappresentata dalle vergini che la accompagnano (v. 14) e che la venerano (v. 12). Per capirlo, dobbiamo prima capire la posizione della regina nell'Antico Testamento. La regina non era la moglie del re, bensì sua madre. Il re aveva molte mogli, ma una sola madre. Anche la Chiesa ortodossa condivide questa stessa interpretazione con la Chiesa cattolica.
La Bibbia afferma che «la nuova e definitiva alleanza si estende a tutti i popoli. La Liturgia si ispira a questo Salmo per celebrare il compimento più impressionante di queste nozze mistiche: la Vergine Maria, Regina e Sposa del Re, e coloro che, seguendola, hanno scelto Cristo come loro Sposo».
Il Protovangelo di Giacomo racconta che quando Maria, all'età di tre anni, fu mandata al tempio dai suoi genitori ed un seguito di vergini fanciulle, che reggevano candele a due a due, la accompagnò a destinazione. Lì la ricevette il sacerdote, il quale, dopo averla baciata, la benedisse ed esclamò: "Il Signore ha magnificato il tuo nome davanti a tutte le generazioni, perché, alla fine dei tempi, manifesterà in te la sua redenzione ai figli d'Israele". Si è così adempiuta la profezia del Salmo 44 (45), secondo cui la sposa sarebbe stata presentata al Re da un seguito di altre vergini. I primi versetti parlano del più bello tra tutti i figli degli uomini, pieno di grazie e benedizioni eterne, l'eroe difensore della verità e della giustizia, questi è Gesù Cristo, il Messia e figlio di Dio. Il versetto 10 indica questa Regina Vergine alla destra del re, il che è simbolo di grande onore. I versetti 14 e 15, interpretati da san Massimo, raccontano di come la figlia di questo re, che in precedenza si era rivelata essere Dio stesso (v. 7), gli si presentò tutta bella, con vesti ricamate in oro e vesti multicolori. In precedenza (v. 12) si spiega che la bellezza della Vergine incanta il Re, suo Padre, il che ci mostra che la bellezza e il lusso delle sue vesti rappresentano i diversi colori delle sue diverse virtù e il valore prezioso, come se fosse oro, di tutte le sue qualità, di cui si è adornata durante tutta la sua crescita.